# Islas Borromeas
Las islas Borromeas (en italiano: Isole Borromee) son un grupo de tres pequeñas islas y dos islotes en la parte italiana del lago Mayor, situadas en el brazo occidental del lago, entre Verbania, hacia el norte, y Stresa, al sur. Juntas  totalizan apenas 20 hectáreas de superficie y constituyen una gran atracción turística local por su pintoresco entorno.
Su nombre deriva de la familia Borromeo, que comenzó a adquirirlas a principios del siglo XVI (isola Madre) y todavía posee la mayoría de ellas (islas Madre, Bella y San Giovanni) en la actualidad.